# Bulu Camp
Bula Camp est une localité ou un camp de travailleurs, située dans l'arrondissement de Mundemba, le département du Ndian et la Région du Sud-Ouest du Cameroun.

## Géographie
Le village est situé à 9 km au sud-ouest du chef-lieu communal Mundemba, à proximité de la rive gauche de la rivière Ndian, une extension du village : Bulu Beach est localisée sur la rive du cours d'eau.

## Population
La localité compte 3 500 habitants en 2011 selon un relevé publié sur le plan communal de développement

## Économie
Le village constitue un camp de travailleurs du domaine de Ndian (Ndian Estate), palmeraie agro-industrielle de Pamol Plantations Plc, ce domaine emploie une importante main d’œuvre (≈ 2 000 employés), et produit principalement de l'huile de palme.